# Baraque Michel
La Baraque Michel (in tedesco Michelshütte) è una locanda che si trova in Belgio, nel comune di Jalhay. Fino all'annessione dei Cantoni dell'Est al termine della prima guerra mondiale, con i suoi 674 m s.l.m. era il punto più alto del Belgio. Ora si trova al terzo posto, dopo il Signal de Botrange (694 m) e la Weißer Stein (691 m).